# Mongardino
Mongardino (piemontiul: Mongardin) település Olaszországban, Piemont régióban, Asti megyében. Lakosainak száma 854 fő (2023. január 1.). Mongardino Asti, Isola d’Asti és Vigliano d’Asti községekkel határos.

## Népesség
A település lakossága az elmúlt években az alábbi módon változott:
| Lakosok száma | 917  | 857  | 854  |
|               | 2017 | 2021 | 2023 |